# Anca Boagiu
Anca Daniela Boagiu (Costanza, 30 novembre 1968) è una politica rumena, ministro dei trasporti nel 2000 nel Governo Isărescu e ministro dell'integrazione europea dal 2005 al 2007 nel Governo Tăriceanu I. Nella legislatura 2008-2012, Boagiu è senatrice del Partito Democratico Liberale (Romania) per Bucarest, e dal 3 settembre 2010 al 9 febbraio 2012 è di nuovo ministro dei trasporti nel Governo Boc II.

## Biografia
Ingegnere idraulico dal 1995, ha frequentato i corsi della Facoltà di Ingegneria Civile, Dipartimento Idrotecnico dell'Università Ovidius di Constanza, ottenendo il diploma di ingegnere idrotecnico, ha iniziato a lavorare nel 1994 come assistente del direttore generale delle relazioni finanziarie esterne del Ministero dei trasporti rumeno. Si è trasferita in questo dipartimento facendone parte fino al 2000, quando è diventata amministratore di progetti di finanziamento esterni. È stata nominata Ministro dei trasporti il 27 giugno 2000 ed è stata eletta pochi mesi dopo presso la Camera dei deputati con il Partito Democratico.
È stata rieletta nel 2004 ed è diventata vicepresidente della Commissione europea per l'integrazione. Il 28 agosto 2005 è stata nominata Ministro per l'integrazione europea nella coalizione di centrodestra di Călin Popescu Tăriceanu. Il PD non è stato mantenuto come partito dopo il grande rimpasto del 5 aprile 2007 e la Boagiu ha lasciato il suo ministero, ma tre mesi dopo è divenuta vicepresidente della commissione per gli affari europei.
Nelle elezioni generali del 2008, viene eletta al Senato. Durante un importante rimpasto di governo del governo di Emil Boc, che ha avuto lugo il 3 settembre 2010, è stata nominata di nuovo Ministro dei trasporti. È sostituita, il 9 febbraio 2012, da Alexandru Nazare.